# 费莫氏
费莫氏（穆麟德轉寫：Foimo hala）是满族姓氏，为满族八大姓之一，因其可考始祖格恩特衣与移居马佳以地为氏的的马佳氏始祖马穆敦为兄弟，因此马佳氏系出费莫，还有“马佳、富察、费莫三姓不能通婚”的说法。费莫氏可以追溯至唐末女真通用三十姓之一，金代称裴满氏。明末清初之际散处蜚悠城、布尔哈图、长白山、辉发、瓦尔喀、宁古塔等地，于后金崛起时先后归附。民国以后，各支系主要以马、麻、费、裴、陈、傅、刘等为汉姓。

## 清代主要世家
镶黄旗苏和臣世居蜚悠城，其曾孙达苏任护军参领，从征皮岛、太原等地，授骑都尉兼一云骑尉世职；萨尔图亦为护军参领，从征湖广在茅麓山率先杀进敌寨，后在浙江、福建、广东、等地立功，优授骑都尉世职，官至协领。
镶红旗南济兰世居布尔哈图，早年于乌喇率二十五人归附，授骑都尉，并编佐领使统领，其子那尔赛、扎穆苏相继承袭，扎穆苏三遇恩诏加至二等轻车都尉，又因事降回骑都尉世职。南济兰曾孙郭礼任云贵总督；法喀任佐领，从征云南、噶尔丹有功优授为骑都尉兼一云骑尉任世职，官至都统。南济兰之侄沙浑任佐领，其曾孙鄂海任副护军参领，从征准噶尔阵亡，赠云骑尉世职。南济兰之侄瑚世礼任佐领，其子温达官至文华殿大学士兼吏部尚书，受康熙帝倚重。温达曾孙勒保因平苗、白莲教等战功，封伯爵，赠一等威勤侯。
正蓝旗满泰、镶白旗爱达汉亦世居布尔哈图。满泰之孙阿尔达从征河南、江南，梯攻湖州府第三登城，赠巴图鲁号，授骑都尉世职。爱达汉曾孙格尔德赫任骁骑校，从征江西、湖广、云南等地有功优授骑都尉世职，官至协领。
镶黄旗伊勒慎世居萨齐库，早年率诸弟萨古、赛华、伊尔当阿、鄂尔济、玛多尔济、玛哈尔、玛理尼、玛善、穆隆阿等二十五户归附，编佐领使伊勒慎统领，其子郎图从征黑龙江阵亡，赠骑都尉世职。
正白旗阿哈善、拉普达扎齐、艾当阿皆世居长白山。阿哈善之子阿尔喀从征江西，梯攻饶州府首先登城，授为云骑尉世职。拉普达扎齐元孙阿克敦任委署护军参领，定藏有劳绩，授云骑尉世职。艾当阿之弟公尼音之孙古努荪任启心郎遇恩诏，授骑都尉，其亲侄桂齐承袭时又遇恩诏加一云骑尉世职。
正红旗人古宁阿世居瓦尔哈，其五世孙艾音布任骁骑校，从征云南有功授为云骑尉世职；保善任副护军参领，从征准噶尔阵亡，赠云骑尉世职。
镶蓝旗雅济达世居辉发，其孙韬海任委署骁骑校，从征云南有功授云骑尉世职。